# 紫麻
紫麻（学名：Oreocnide frutescens sp. frutescens）为荨麻科紫麻属下的一个亚种。

## 扩展阅读
- 維基物種上的相關：紫麻